# Belluire
Belluire is een gemeente in het Franse departement Charente-Maritime (regio Nouvelle-Aquitaine) en telt 166 inwoners (2005). De plaats maakt deel uit van het arrondissement Saintes.

## Geografie
De oppervlakte van Belluire bedraagt 4,5 km², de bevolkingsdichtheid is 36,9 inwoners per km².
De onderstaande kaart toont de ligging van Belluire met de belangrijkste infrastructuur en aangrenzende gemeenten.

## Demografie
Onderstaande figuur toont het verloop van het inwonertal (bron: INSEE-tellingen).